# ألفريد تروتفين
ألفريد تروتفين (بالألمانية: Alfred Trautwein) (و. 1940 – م) هو فيزيائي، وأستاذ جامعي من ألمانيا . ولد في نوي اولم.

## جوائز
حصل على جوائز منها:
- Gay-Lussac-Humboldt-Prize (1999)
- صليب وسام الاستحقاق من جمهورية ألمانيا الاتحادية.